# 槙原寛己の完全試合
槙原寛己の完全試合（まきはらひろみのかんぜんじあい）は、1994年5月18日に福岡ドームで行われたプロ野球セントラル・リーグ、読売ジャイアンツ対広島東洋カープ7回戦において、槙原寛己が記録した完全試合を取り上げる。
投球数は102球。内訳は、空振り三振5、見逃し三振2、投ゴロ1、一ゴロ1、ニゴロ4、三ゴロ2、遊ゴロ3、捕邪飛1、一邪飛2、二飛1、三飛1、遊飛1、左飛2、中飛1。
また、この試合は巨人軍にとって、球団創設以来通算7000試合目となる試合であった。

## 概要

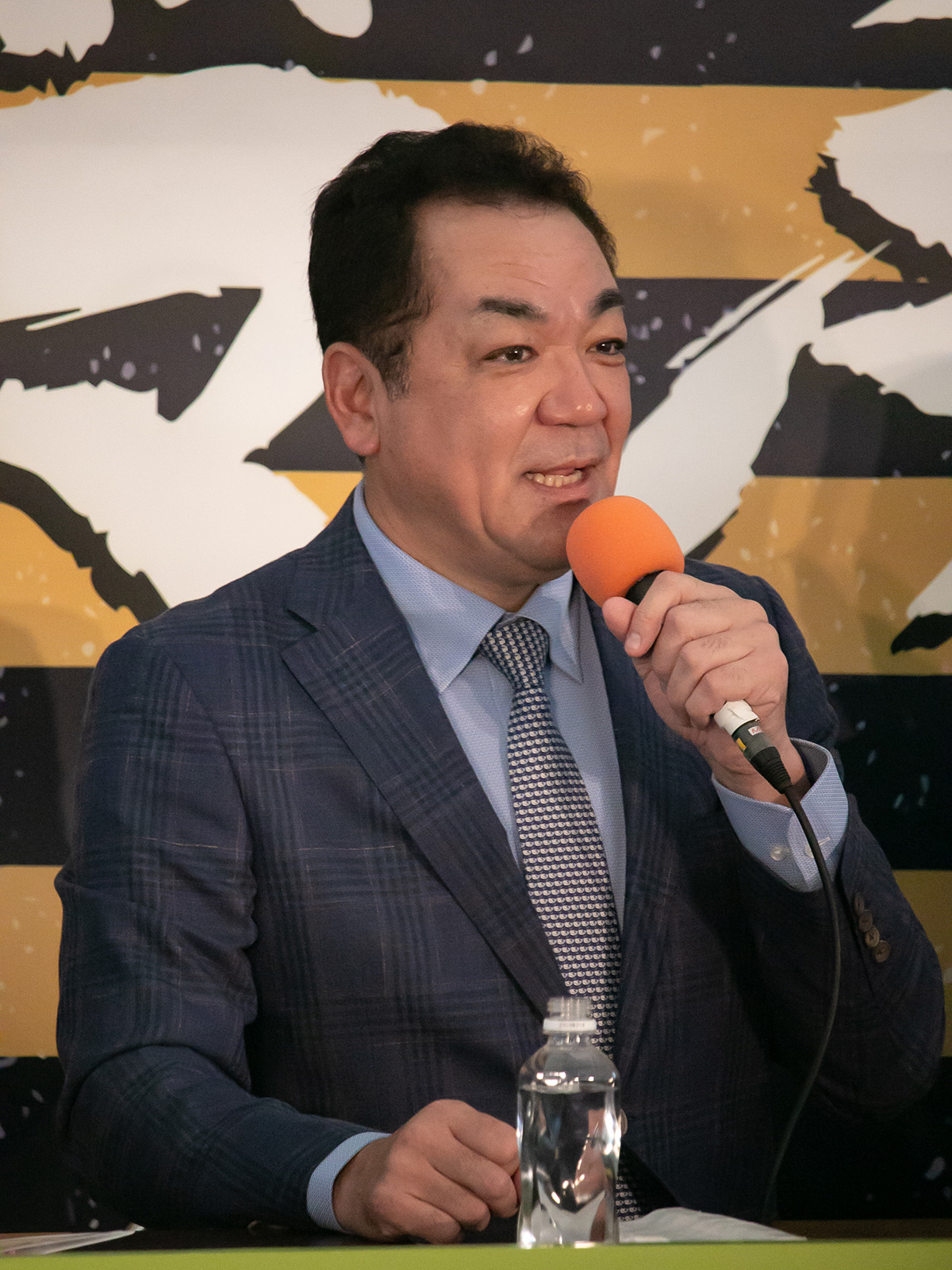
槙原寛己 (2018年)

読売ジャイアンツに所属していた槙原寛己は1994年5月18日に日本プロ野球では今井雄太郎（阪急ブレーブス）以来16年ぶり、史上15人目となる完全試合を記録した。同時に人工芝グラウンド、並びにドーム球場での初の完全試合となった。この完全試合の後、2022年4月10日に佐々木朗希（千葉ロッテマリーンズ）が令和初かつ21世紀初、史上16人目の完全試合を成し遂げるまでに28年も要したため、日本プロ野球における20世紀最後かつ平成唯一の完全試合である。
完全試合達成前のエピソードとして試合開始直前に槙原に謎の電話が掛かってきた。福岡ドームに電話が入り「至急連絡が欲しいので、この番号に電話して下さい」と電話番号を書いたメモを渡された。誰かに不幸があったのかと恐る恐る電話を入れてみると、相手は槙原の大ファンであり、「今日はいいピッチングをして下さい。期待してます」と励まされた。その時に登板前の緊張感が消えていったという。一方、二宮清純との対談で前々日に門限を破って中洲へ飲みに行ったところ堀内恒夫投手コーチに見つかってしまい、外出禁止解除を賭けて試合に挑んだということを槙原本人が語っている。
序盤は速球主体でストライクを先行させる投球で、7回以降はスライダーとフォークを決め球に使う投球に切り替えた。試合終了後のインタビューでは「もう、なんか夢の中ですね。本当にね、あの、ピッチャーやった人はみんな憧れるものですから。ピッチャーやってて良かったなと思います」と喜びを爆発させた。
1993年オフに槙原はフリーエージェントを宣言しながら、バラを抱えて自宅を訪問した当時監督の長嶋茂雄の猛アタックもあり、残留を決めていた。記録翌日の読売新聞記者によるインタビューでは「巨人に残って、本当に良かったよね」としみじみ呟いた。当日の長嶋はあえて槙原に言葉をかけず、静かに戦況を見守り、そして、完全試合を記録した槙原をベンチ前で抱擁して迎えた。

## 内容
槙原は5月15日の対横浜ベイスターズ戦以来中2日での登板だった。この試合は雨のために2回でノーゲームとなったものの槙原本人が「いい感じで投げられた」と振り返る投球で、槙原はこの時の良いイメージを持ってマウンドに上がった。
投球内容は、振ス=空振りストライク、逃ス=見逃しストライク、フ=ファウル、ボ=ボール

### 1回表:13球
正田耕三（逃ス、逃ス、ボ、フ、遊飛）5球
- 2ストライク1ボールから142km/hの速球を流し、遊撃フライに倒れた[6]。

緒方孝市（逃ス、ボ、フ、逃ス）4球
- 2ストライク1ボールから140km/hの速球で見逃し三振に倒れた[7]。

野村謙二郎（振ス、振ス、ボ、振ス）4球
- 2ストライク1ボールから144km/hの速球で空振り三振に倒れた[8]。

試合前のブルペンでは体の張りもあり、球が高めに浮いて、「調子はいまひとつ」であったが、緒方、野村を速球で連続三振に切って取ったことで「まっすぐが走っている。いけるぞ」と槙原は感じたという。

### 1回裏
巨人は1回裏の攻撃で、広島先発の川口和久から落合博満が右翼フェンス直撃の二塁打を放ち先制。普通の球場であればスタンドに入りそうな大飛球であったため、落合は「簡単に入らん」と福岡ドームの広さに仰天した。続くヘンリー・コトーの左翼前単打で落合が巧みな走塁で生還し、更に1点を追加した。

### 2回表:12球
ルイス・メディーナ（逃ス、ボ、振ス、二飛）4球
- 2ストライク1ボールから123km/hのスライダーをセンター方向へ返し、二塁フライに倒れた[13]。

音重鎮（逃ス、ボ、フ、振ス）4球
- 2ストライク1ボールから144km/hの速球に中途半端にバットを出し、空振り三振に倒れた[14]。

金本知憲（逃ス、振ス、ボ、二ゴ）4球
- 2ストライク1ボールから145km/hの速球を引っ張り、二塁手へのゴロに倒れた[15]。

### 2回裏
巨人は左の川口と予想して右打者を並べたオーダーが成功。2回裏に村田真一、長嶋一茂の連打の後、槙原が三遊間を抜ける安打を放ち、3点目を入れた。その後に川口をリリーフした望月秀通から、松井秀喜のセンターへ弾き返す安打で2点を追加した。

### 3回表:12球
高信二（二ゴ）1球
- 初球の125km/hのスライダーを引っ張り、二塁ゴロに倒れた[18]。

西山秀二（逃ス、振ス、フ、ボ、ボ、ボ、フ、遊ゴ）8球
- 8球粘ってフルカウントまでいったが、最後は142km/hの速球を打ち、遊撃手正面のゴロに倒れた[19]。

望月秀通（振ス、振ス、一邪飛）3球
- 2ストライク0ボールから127km/hのスライダーを軽く右方向へ返し、一塁手へのファウルフライに倒れた[20]。

槙原は試合後に「三回くらいから（完全試合を）意識していた」と語っている。

### 4回表:11球
正田耕三（遊ゴ）1球
- 初球の111km/hのカーブを逆方向へ流し、遊撃ゴロに倒れた[22]。

緒方孝市（ボ、ボ、フ、フ、ボ、フ、振ス）7球
- 3回の西山に続き、2度目の3ボールとしたが、最後は速球で空振り三振に倒れた[23]。槙原自身は最後の投球を「投げた瞬間、フォアボールだと思った」と語っている[24]。

野村謙二郎（フ、ボ、三飛）3球
- 1ストライク1ボールから143km/hの速球を流し、三塁フライに倒れた[25]。

### 5回表:7球
ルイス・メディーナ（ボ、捕邪飛）2球
- 0ストライク1ボールから141km/hの速球を打ち、捕手へのファウルフライに倒れた[26]。

音重鎮（逃ス、フ、逃ス）3球
- 2ストライク0ボールから126km/hのフォークで見逃し三振に倒れた[27]。

金本知憲（逃ス、投ゴ）2球
- 1ストライク0ボールから128km/hのフォークを当て、投手ゴロに倒れた[28]。

金本の平凡な投手ゴロを一塁へワンバウンドの送球をした槙原はベンチに戻った時に「危ねえじゃあないか」と首脳陣に冷やかされた。槙原本人は「既にこの時点で完全試合を意識していて、緊張していた」と語っている。

### 6回表:14球
小早川毅彦（フ、ボ、二ゴ）3球
- 初球の127km/hのスライダーを芯で捉えて引っ張り、強烈なライナーとなった。小早川は「入れ」と叫んだが、ラインよりほんの数cm右にズレてファウルになった[29][30]。ただし、槙原は「初球から打ってくるというのはわかっていたから、あらかじめファウルにするためにスライダーを投げた」と語っている[24]。1ストライク1ボールから112km/hのカーブを引っ張り、二塁ゴロに倒れた[31]。

西山秀二（ボ、ボ、フ、左飛）4球
- 1ストライク2ボールから140km/hの速球を打ち、初めて打球が外野まで飛ぶが、左翼フライに倒れた[32]。

御船英之（ボ、ボ、逃ス、振ス、フ、フ、一ゴ）7球
- 2ストライク2ボールから144km/hの速球を中途半端に当て、一塁ゴロに倒れた[33]。

### 7回表:12球
正田耕三（ボ、逃ス、逃ス、振ス）4球
- 2ストライク1ボールから124km/hのフォークで空振り三振に倒れた[34]。

緒方孝市（フ、ボ、三ゴ）3球
- 1ストライク1ボールから127km/hのスライダーを引っ張り、三塁ゴロに倒れた[35]。

野村謙二郎（フ、ボ、フ、ボ、振ス）5球
- 2ストライク2ボールから125km/hのフォークで空振り三振に倒れた[36]。

### 8回表:13球
ルイス・メディーナ（フ、ボ、振ス、左飛）4球
- 2ストライク1ボールから128km/hのスライダーを打ち、左翼フライに倒れた[37]。

音重鎮（ボ、ボ、逃ス、振ス、フ、二ゴ）6球
- 2ストライク2ボールから125km/hのフォークを打ち、二塁ゴロに倒れた[38]。

金本知憲（逃ス、振ス、遊ゴ）3球
- 2ストライク0ボールから127km/hのスライダーを流し、遊撃ゴロに倒れた[39]。

巨人はこの回にコトーを下げ、守備固めとして屋鋪要を中堅手に置いた。

### 8回裏
巨人の長い攻撃が続き、槙原のリズムが狂うのではないかと心配された。ベンチ内では誰も槙原に話し掛けようとはしなかった。西岡良洋の遊撃への併殺崩れのゴロで巨人は6点目を入れた。

### 9回表:8球
完全試合まであとアウト3つとなり、福岡ドームは異様などよめきに包まれ、巨人ファンたちは総立ちで応援していた。槙原によると「帰ってからテレビを見たが、9回表の球場の雰囲気は全然テレビからは伝わってこなかった。（完全試合達成時に）福岡ドームにいたひとはわかると思うけれども、もっと異様な、凄い雰囲気だった」と振り返っている。
河田雄祐（振ス、振ス、ボ、中飛）4球
- この回が始まる前に槙原は「河田が代打起用され速球1本に的を絞るであろう」と読み、それを捕手の村田に告げた。村田は探りを入れるために「初球は変化球でどうだ」と提案したが、槙原は「まっすぐが良いコースに行けば、ヒットを打たれる気も全然しなかった。仮に変化球を打たれたら悔いが残る」として「まっすぐで行きたい」と応じ、村田は「わかった。好きにせいや」と答えた[43]。言葉通り、初球は外角の速球を空振り。2ストライク1ボールから144km/hの速球をセンター方向へ返したが、俊足の屋鋪がこの打球に追い付き、中堅フライに倒れた[44]。屋鋪は「難しい当たりが飛んできたらダイビングしてでも捕ってやろう」と思って守備に就いていたが、それが気負いにつながり「ちょっと力が入り、前に行き過ぎた」と後に語っている。ベンチでこのプレーを見ていた長嶋監督は「あれには冷やっとしましたね」と振り返った[45]。

西山秀二（三ゴ）1球
- 初球の127km/hのスライダーを引っ張り、三塁への緩いゴロになったが、長嶋一茂が普段より浅めに守っており、アウトになった[46]。

御船英之（フ、ボ、一邪飛）3球
- 1ストライク1ボールから144km/hの速球を打ち、ファウルゾーンの飛球に一塁手の落合が追い付き、完全試合を記録した[47]。最後の1球について、村田は「マキ（槙原）の好きな球を放ってくれ、それで打たれるなら仕方がない」と思っていたという[48]。

## 試合後
試合が終了して長嶋茂雄に抱きつかれて驚いた槙原は「今度は監督を胴上げする番ですね」と語った。
広島の選手たちは試合が終了すると厳しい表情で足早に送迎バスに乗り込んだ。正田、緒方、金本らは「情けない」を連発し、野村は「言うことはもう何もないよ」と悔しさをにじませた。

## スコア
|      | 1 | 2 | 3 | 4 | 5 | 6 | 7 | 8 | 9 | R | H | E |
| ---- | - | - | - | - | - | - | - | - | - | - | - | - |
| 広島 | 0 | 0 | 0 | 0 | 0 | 0 | 0 | 0 | 0 | 0 | 0 | 2 |
| 巨人 | 2 | 3 | 0 | 0 | 0 | 0 | 0 | 1 | X | 6 | 8 | 0 |

1. ［広］：川口（1回）、望月（4回）、鈴木哲（2回）、近藤（1回）
2. ［巨］：槙原（9回）
3. 勝利：槙原（4勝1敗）
4. 敗戦：川口（5敗）
5. 審判
［球審］鷲谷
［塁審］井野（1B）、山本（2B）、森（3B）
6. 試合時間：2時間14分

| 広島 | 広島 | 広島         |
| 打順 | 守備 | 選手         |
| ---- | ---- | ------------ |
| 1    | [二] | 正田耕三     |
| 2    | [中] | 緒方孝市     |
| 3    | [遊] | 野村謙二郎   |
| 4    | [一] | L.メディーナ |
| 5    | [右] | 音重鎮       |
| 6    | [左] | 金本知憲     |
| 7    | [三] | 高信二       |
|      | 打   | 小早川毅彦   |
|      | 投   | 鈴木哲       |
|      | 投   | 近藤芳久     |
|      | 打   | 河田雄祐     |
| 8    | [捕] | 西山秀二     |
| 9    | [投] | 川口和久     |
|      | 投   | 望月秀通     |
|      | 打三 | 御船英之     |

| 巨人 | 巨人   | 巨人     |
| 打順 | 守備   | 選手     |
| ---- | ------ | -------- |
| 1    | [二]   | 緒方耕一 |
| 2    | [遊]   | 川相昌弘 |
| 3    | [右]   | 松井秀喜 |
| 4    | [一]   | 落合博満 |
| 5    | [左]   | H.コトー |
|      | 中     | 屋鋪要   |
| 6    | [中]左 | 西岡良洋 |
| 7    | [捕]   | 村田真一 |
| 8    | [三]   | 長嶋一茂 |
| 9    | [投]   | 槙原寛己 |

## その他
- この日の槙原は福岡ドームでの公式戦初登板であったが、日米野球とオープン戦において2度の登板があり、合計5イニングを無安打・無得点に抑えていた。その登板を通じ、槙原は「ここ（福岡ドーム）はよほどいい当たりをされないとホームランにならない」という印象を持っていたという[50]。
- 広島は中軸の江藤智が右親指亀裂骨折で5月から戦線離脱しており、さらに前田智徳も前日の試合で左肩亜脱臼により、この試合は共に怪我で欠場していた[注 4]こともあり、「福岡ドームでもスタンドに入れる力をもっていた」と感じていた2人の欠場が「精神的に記録（完全試合）につながったと思う」と槙原は後に語っている[50]。巨人もアキレス腱に故障を抱えていた原辰徳を欠いた状態（原はこの時は二軍で調整中だったため、この試合を直接現地で見ることはできなかった）であった。
- 1950年6月28日に藤本英雄（巨人）が青森市営野球場での西日本パイレーツ戦で日本プロ野球初の完全試合を達成しており、巨人軍の投手からの完全試合達成者はそれ以来44年ぶり2人目であるとともに、達成当時は背番号17を付けていた。槙原も達成当時は背番号17であることで、読売ジャイアンツの背番号17から完全試合達成者が実に2人も輩出されることとなった。また、藤本は「昭和初（そして日本球界初）の完全試合達成者」、槙原は「平成初（同時に平成唯一）の完全試合達成者」となった。さらに2022年4月10日に佐々木朗希（ロッテ）が「令和初・21世紀初の完全試合達成者」となったが、佐々木もまた背番号17を着用しての達成となっている。
- 試合は日本テレビ系列で全国中継されていたが、実況を担当していた山下末則は縁起担ぎのため、槙原の記録達成が近づいても「過去の完全試合のことは一切しゃべらないようにしていた。もしかすると後に批判されるかもしれないけれど、それでもいい」と思っていたという[51]。同様にラジオ日本の実況を担当していた染谷恵二も「今放送席は混乱しております。本当は言うべきではないんでしょうけれども、言わないと分からないですからね」と興奮気味に叫んでいた[52]。
- 山下末則は日本テレビを退職した後、完全試合の実況を担当していたことにちなみ、自らが立ち上げた会社に『パーフェクト・スピーチ』と命名している[53]。
- 試合後の槙原は福岡市内の各テレビ局をはしごして夜の報道・情報番組に相次いで出演。ようやく床に入った時には午前4時を回っていたという[54]。
- 記者からコメントを求められた前田は「槙原さんに言うとってください、『ワシと江藤さんのいないカープを抑えて、そんなにうれしいですか』と」と答え、悔しさを滲ませた。そして同年7月9日の同カード（広島市民）で槙原からバックスクリーンへ本塁打を放った際は「完全試合以来、槙原さんが出てくると（気持ちが）熱くなった。明らかに普通とは違った緊張感がありました。そうした逆境が僕を燃えさせるんです」と語っている。
- 福岡ドームと隣接するヒルトン福岡シーホークを繋ぐペデストリアンデッキ上には、文化・スポーツ・芸術・学術など各分野で活躍した著名人の立体手形をモニュメント展示した「暖手の広場」というコーナーがあり、プロ野球関係者ではダイエー/ソフトバンクホークスの監督・選手がほとんどを占める中、同地で完全試合が達成されたことを称えて、ホークスに所属経験のない関係者で唯一槙原の暖手が展示されている。
- 槙原は2001年の現役引退後は野球評論家、TBSテレビ・TBSラジオの野球解説者として活動しているが[55]、キャッチフレーズは完全試合達成にちなみ「ミスター・パーフェクト」が用いられている[56]。

## 映像作品
槙原寛己の27人の打者に対する全投球を収録した『完全試合～槙原寛己 102球の奇跡～』が1994年7月1日にVHSで販売されている。
また、日テレG+の番組『ジャイアンツベストセレクション』でも全投球を収録した「槙原寛己・完全試合」が不定期に複数回放送されている。